# Estadio San Isidro
Estadio San Isidro, früher bekannt als Estadio de la Herradura, ist das älteste Fußballstadion in der mexikanischen Stadt Torreón im Bundesstaat Coahuila. In den späten 1960er und frühen 1970er Jahren diente es als Heimspielstätte des CF Laguna in der mexikanischen Primera División.

## Geschichte
Die Geschichte des Stadions ist eng verbunden mit José Alvarado, der in seinem Freundeskreis auch unter dem Spitznamen „El Arrojado“ (dt. „Der Unternehmenslustige“) bekannt war. 1945 lernte er Ernesto Bredée, den Eigentümer der Rancho San Isidro, kennen. Auf dieser befand sich ein gepflegtes Polo-Feld, das zuletzt kaum mehr genutzt wurde, da seine Söhne mittlerweile woanders lebten. Alvarado fragte Bredée, ob er einen Teil der Fläche zur Errichtung eines Fußballplatzes zur Verfügung stellen würde und  Bredée stimmte dem Verkauf zu.
Alvarado und seine ebenfalls fußballbegeisterten Freunde brachten die hierfür erforderliche Summe auf und errichteten ein Stadion mit Holztribünen auf beiden Seiten entlang des Spielfeldes und schufen somit das erste Fußballstadion in der Region. Im Laufe der Jahre veränderte sich das Stadion und unter anderem entstand eine Hintertortribüne auf der Nordseite des Stadions, wodurch dasselbe die Form eines Hufeisens erhielt, was seinen lange gebräuchlichen Namen (Estadio de la Herradura) erklärt.

## Vereine
In dem Stadion trugen die wichtigsten Mannschaften aus Torreón – unter anderem der von dem späteren Profitorwart Florentino López mitgegründete Deportivo España –  ihre Heimspiele aus.
Von seiner Gründung im November 1953 bis zur Erstliga-Saison 1975/76 diente es als feste Heimspielstätte des CF Laguna, davon die letzten acht Spielzeiten seit 1968 in der ersten Liga, bevor er ins modernere Estadio Moctezuma (später Corona) umzog.
Später wurde das Stadion vom Club Deportivo San Isidro übernommen. Unter seiner Regie wurden die baufälligen Tribünen auf der Nord- und Ostseite des Stadions abgerissen und die Westtribüne verkleinert und modernisiert.